# Канюк галапагоський
Канюк галапагоський (Buteo galapagoensis)  — вид хижих птахів роду канюків, ендемік Галапагоських островів. Відомий тим, що не боїться людини. Єдиний аборигенний хижак архіпелагу[джерело?]. Однак і він мешкає там недовго — менше 300 тис. років.
Уразливий вид. Станом на 2000 рік чисельність оцінюють у 400–500 особин. Один із видів птахів, яким найбільше загрожує інбридинг.